# Ocopoli
Ocopoli (in inglese Goosetown) è una città immaginaria dell'universo fumettistico disneyano. Situata nello stato fittizio della Calisota, è vicina a Paperopoli, la città dei paperi. Le due città sono spesso rappresentate come rivali, soprattutto per quanto riguarda le due sedi del corpo delle Giovani Marmotte, come si vede ad esempio nella storia "Bubbleweight Champ" di Carl Barks del 1964 (tradotta in italiano con il titolo "Paperino boxeur da titolo mondiale"). Gli autori italiani hanno aggiunto anche una rivalità calcistica, come si evince da storie quali "Paperoga e il derby del centenario" o "Paperino, Ciccio e il derby decisivo": a Paperopoli gioca il Paperopoli Calcio, mentre la squadra di Ocopoli è l'Ocopoli Calcio, che ha vinto 15 scudetti, piazzandosi seconda per numero di campionati vinti, dietro i rivali del Paperopoli, che ne vantano 30.

## La fondazione della città secondo gli autori italiani
Se nelle storie di Carl Barks e Don Rosa si dice esplicitamente che Paperopoli è stata fondata da Cornelius Coot, meno chiara è l'origine di Ocopoli. 
Gli autori italiani Claudia Salvatori e Guido Scala hanno cercato di colmare questa lacuna con la storia "Paperino e i cugini di Ocopoli", pubblicata su Topolino nel 1996 (tuttavia, essa è in contrasto con i fumetti in cui si dichiara che Coot, pure ripreso dai cartoonist italiani, è il fondatore di Paperopoli). 
In tale storia, inizialmente vediamo Paperino e i nipoti in visita alla cittadina: in un museo, lo storico Bernard Oky racconta l'origine di Ocopoli, ma i quattro sono scettici e chiedono lumi a Pico de Paperis che fornisce un'altra versione. I due studiosi si scontrano in un programma televisivo per rivendicare le loro teorie. Ma è Paperina a rivelare la verità, grazie al diario di due sue antenate,  Rosabianca e Rosarossa, chiamate così per la loro abilità nel coltivare rose, e nel produrre sciroppo di tale fiore. 
Nella narrazione del diario, le ragazze, che vivono in una casa solitaria, si innamorano di due cugini emigrati (come molti componenti della famiglia dei Paperi) dalla Scozia, uno somigliante a Paperino, l'altro a Gastone. I due paperi vorrebbero fondare una città, ma hanno una disputa riguardo al nome: il primo vorrebbe chiamarla Paperopoli, il secondo Ocopoli. Fin qui la storia è identica e comune a quella degli studiosi. Dopo diverse sfide che non palesano un vincitore, le due ragazze trovano la soluzione: fonderanno infatti due città, Paperopoli al di là del fiume, Ocopoli nella Valle delle Rose, vicino alla casa delle due ragazze. Le due città vennero dunque fondate contemporaneamente, e da allora Paperopoli è specializzata nel coltivare rose, e Ocopoli nel produrre lo sciroppo. 